# الرأسمالية: النموذج المثالي المجهول
الرأسمالية: النموذج المثالي المجهول عبارة عن مجموعة من المقالات، معظمها بقلم الفيلسوفة آين راند ، مع مقالات إضافية كتبها شركاؤها ناثانيال براندن ، وآلان جرينسبان ، وروبرت هيسن . يركز المؤلفون على الطبيعة الأخلاقية لرأسمالية عدم التدخل والملكية الخاصة. كما ولديهم تعريف محدد للغاية للرأسمالية، وهو نظام يعتبرونه أوسع من مجرد حقوق الملكية أو المشاريع الحرة. تم نشره الطبعة الأولى في عام 1966م.

## ملخص
كان مقصد آين راند بالعنوان "الرأسمالية: النموذج المثالي المجهول" التركيز على الطبيعة الأخلاقية للرأسمالية، بدلاً من التركيز على جوانبها الاقتصادية. وهي تقارن هذا بما تقول إنه فشل معظم المدافعين الآخرين عن الرأسمالية في تقديم دفاع أخلاقي عن هذا النظام.
بعد المقدمة التي قدمتها آين راند، تم تقسيم الكتاب إلى قسمين رئيسيين. يحتوي القسم الأول، "النظرية والتاريخ"، على مقالات تركز على الأساس النظري للرأسمالية والحجج التاريخية المتعلقة بها. يتضمن هذا القسم مقالات تناقش الاعتراضات الشائعة على الرأسمالية. ويركز القسم الثاني، "الوضع الحالي"، على القضايا السياسية المعاصرة من الستينيات. تشمل المواضيع التي يغطيها هذا القسم حرب فيتنام ، والاحتجاجات الطلابية، والرسالة البابوية "Populorum Progressio". يعيد قسم "الملحق" طباعة مقالتين عن النظرية السياسية تم نشرهما سابقًا في كتاب راند السابق، فضيلة الأنانية . يتم أيضًا توفير قائمة قراءة موصى بها حول الرأسمالية.

### المواضيع:
تطبق راند فلسفتها الموضوعية على موضوع السياسة. عندما تتحدث راند عن الرأسمالية، فإنها تقصد رأسمالية عدم التدخل ، التي يوجد فيها فصل كامل بين الدولة والاقتصاد "بنفس الطريقة ولنفس الأسباب مثل الفصل بين الدين والدولة". تقول آين راند: "الموضوعيون ليسوا 'محافظين'. نحن راديكاليون من أجل الرأسمالية ؛ نحن نناضل من أجل تلك القاعدة الفلسفية التي لم تكن لدى الرأسمالية والتي بدونها كان محكومًا عليها بالفناء".
تقول آين راند إن معظم الناس لا يعرفون ما هي الرأسمالية، ولهذا السبب فهي "النموذج المثالي المجهول".

#### * ما هي الرأسمالية؟
كما عرفته آين راند، الرأسمالية هي النظام الذي ينشأ بين مجموعة من الأفراد الأحرار، كل منهم يطبق الوقت والعقل للحفاظ على حياته الخاصة، كل منهم يملك الوسائل اللازمة للقيام بذلك، ويتاجرون بحرية فيما بينهم.
اعتبرت آين راند الاقتصاد المختلط مزيجًا خطيرًا وغير مستقر من الحرية والضوابط والذي يميل الى تطوير سيطرة الدولة بتزايد مستمر.

#### * العقل والقيم
رأت آين راند أن الرأسمالية هي النظام الاجتماعي الأخلاقي الوحيد المتسق مع النظرية الموضوعية للقيمة والأنانية الأخلاقية . إن خلق الثروة، وفقًا لآين راند، هو اندماج العقل والمادة، وقالت إن العقل هو الأداة الأساسية لبقاء البشر. ومع ذلك، فإن التفكير العقلاني يصبح غير فعال في ظل ظروف الإكراه، أو، على حد تعبيرها، بدء القوة المادية . سواء كانت قوة لص مسلح أو قوة القانون، فإن حكم الفاعل يصبح غير ذي صلة بأفعاله عن طريق التهديد باستخدام القوة، مما يجبره على التصرف بناءً على حكم أو إرادة شخص آخر، وبالتالي تحييد مصدر الثروة والبقاء. وفقا لآين راند، تعتبر التجارة الطوعية هي وحدها القادرة على ضمان أن التفاعل البشري مفيد للطرفين ، ويظهر تحليل التاريخ أن الحرية الاقتصادية والسياسية وحدها هي التي عملت على خلق نمو كبير وتنمية اقتصادية، على وجه التحديد من خلال تحرير القدرات العقلانية لأعداد متزايدة من الأفراد.

#### * الحقوق الفردية
في أبسط أشكاله، الحق في الحياة (كما عرفته آين راند) هو حق كل إنسان في القيام بأي وجميع الأنشطة اللازمة للحفاظ على حياته. جادلت آين راند أيضًا بأن المصالح الأنانية للفرد لا يمكن أبدًا أن تستلزم بشكل عقلاني استخدام القوة الجسدية أو العنف ضد شخص أو ممتلكات شخص آخر. رأت آين راند أن البشر يزدهرون فقط ككائنات مستقلة ، والعقل هو ملكة الفرد، حيث ينفق كل منهم وقته وجهده وعقله بحرية للحفاظ على حياته الخاصة.
اقترحت آين راند أنه من خلال تقسيم العمل والتخصص والتجارة الطوعية، يكون للأشخاص الآخرين قيمة هائلة بالنسبة للفرد. علاوة على ذلك، تختلف المعرفة والمهارات والاهتمامات من إنسان لآخر. قد يكون أحد الأشخاص أفضل في تشكيل الصوان إلى رؤوس سهام، وقد يكون آخر قد اكتسب المهارة اللازمة لتحويل الطين إلى فخار. إذا أراد الأول أن يطبخ في وعاء، فيمكنه استبدال رأس السهم بالقدر. السمة الأساسية للتجارة الحرة هي أن كل مشارك يحكم على ما اكتسبه من الصفقة.
عندما يتم حظر القوة البدنية، وفقا لآين راند، فإن الإقناع وحده يمكن أن ينظم أو ينسق النشاط البشري، وبالتالي، يتم تحرير استخدام العقل ومكافأته. وبالتالي فإن الابتكار التكنولوجي الذي يميز الأنظمة الرأسمالية يرتبط ارتباطًا مباشرًا بظروف الحرية الاقتصادية. يربح المنتج ويصبح ثريًا فقط من خلال تلبية الاختيارات الطوعية للمشاركين الآخرين في السوق وبما يتناسب بشكل مباشر مع القيمة التي يجدها هؤلاء المشاركون في المعاملات مع هذا المنتج.
وبهذه الطريقة، يمكن للأفراد الذين لم يكن من الممكن أن يخترعوا أبدًا، على سبيل المثال، المصباح الكهربائي أو المحرك البخاري، الاستفادة من إبداع الآخرين - ولكن لا يمكن ضمان ذلك إلا عندما يكون لكل من المبتكر والمستهلك الحرية في رفض الاقتراح المقترح للتجارة. وهذا، وفقاً لآين راند، هي الآلية التي تقف وراء التنمية الاقتصادية السريعة في أمريكا، وتحريرها للعقل البشري.
الحرية هي الشرط الأساسي للاستخدام العملي للعقل، وبالتالي فإن دور الحكومة في حماية الحقوق الفردية أساسي، وفقًا لآين لراند، ومن الأساسي أيضًا أن تقتصر الحكومة نفسها على دورها في حماية الحقوق، فقط من خلال تقديم كل التفاعل البشري بشكل طوعي ، أي خالي من إكراه المجرمين والقوانين، فسيمكن للسوق أن يعمل على تحسين حياة الجميع بشكل جذري. وجادلت آين راند إنه إلى الحد الذي سُمح له بالعمل، فإن هذا هو ما فعلته السوق الحرة .
وهكذا، رأت آين راند أن "العقل الحر والسوق الحرة نتيجتان طبيعيتان".

## تاريخ النشر
في الأصل ظهرت معظم المقالات في النشرة الإخبارية الموضوعية أو الموضوعي . تم نشر الطبعة الأولى بغلاف مقوى بواسطة المكتبة الأمريكية الجديدة في عام 1966م. عندما نُشر الكتاب بغلاف ورقي عام 1967م، تمت مراجعته ليشمل مقالتين إضافيتين. في عام 1970م، قامت آين راند بمراجعة المقدمة لتعكس انفصالها عن ناثانيال براندن .

## استقبال الكتاب
بالمقارنة مع كتب آين راند السابقة، تلقى كتاب الرأسمالية: النموذج المثالي المجهول مراجعات قليلة نسبيًا. وتقول صحيفة فريمان (بمعنى الرجل الحر) ، التي نشرت سابقًا بعض مقالات آين راند التي تم استخدامها في الكتاب، تقول: إن الكتاب يتناول "الأساطير" و"البروميدات" المستخدمة ضد الرأسمالية باستخدام "حجج فريدة" تستحق القراءة. ظهرت مراجعة إيجابية في صحيفة هيوستن كرونيكل ، ونشرت مجلة بارون مراجعة كتبها ليونارد بيكوف ، مساعد آين راند. وظهرت مراجعة سلبية في "كتاب الأسبوع" ، ومراجعة سلبية أخرى في مجلة ذا نيو ريببلك (بمعنى الجمهورية الجديدة) كانت بعنوان "ها نحن ذا نجمع المُكسرات".
وصف الخبير الاقتصادي والتر إي ويليامز العمل بأنه "واحد من أفضل الدفاعات والتفسيرات عن الرأسمالية التي من المرجح أن يقرأها المرء". كما ووصف عدد من الناشطين والعلماء التحرريين الكتاب بأنه كان له تأثير رئيسي في تطوير دعمهم للأسواق الحرة، ومنهم: جون أ. أليسون ،  تايلر كوين ،  مارك إميري ،  جيمس أوستروفسكي, جوزيف تي ساليرنو, كريس ماثيو شيابارا, ولاري جي سيكريست .
اعتبارًا من عام 2008م، باع الكتاب أكثر من 600،000 نسخة.

## روابط خارجية
- الرأسمالية – النظرية ، معجم آين راند.
- تعليق على الرأسمالية: النموذج المثالي المجهول من 50 كلاسيكيات الرخاء (2008م) .

## أنظر أيضاً
- كتاب آين راند السابق: فضيلة الأنانية
- فلسفة آين راند: الموضوعية
- الرأسمالية